# Abercarn
Abercarn est une ville et une communauté du borough de comté de Caerphilly, au pays de Galles.
Au recensement de 2011, elle comptait 5 352 habitants.